# Młyn w Bogucinie
Młyn wodny w Bogucinie – zabytkowy młyn wodny, znajdujący się przy gospodarstwie rybackim "Bogucin" na ul. Zielonej w Bogucinie (powiat poznański). Młyn ten prawdopodobnie został zbudowany na początku XIX wieku. W późniejszych czasach został on przebudowany - dobudowano wyższe kondygnacje (inny rodzaj cegieł).

## Historia
Słownik Geograficzny Królestwa Polskiego podaje, że znajdował się tu folwark z młynem o powierzchni 397 mórg. Stanowił on własność piekarza Chwałkowskiego z Poznania. Około roku 1884 folwark należał natomiast do R. Chłapowskiego też z Poznania. Folwark Chłapowskiego zajmował wtenczas obszar 101,36 ha. W roku 1918 majątek o powierzchni 94 ha wraz z parkiem i budynkami nabył Stanisław Krokowski. Na zapleczu młyna postawił murowane budynki gospodarcze, tzn. stodołę i oborę. W latach późniejszych właściciel gospodarował wspólnie z synem Tadeuszem, który ostatecznie w 1937 roku otrzymał od ojca pełnomocnictwo na zarządzanie majątkiem. W tym czasie młyn pełnił ważną rolę w życiu gospodarczym rejonu, gdyż świadczył usługi dla okolicznych wsi i majątków w promieniu około 25 km i w związku z tym właściciel starał się utrzymać go w dobrym stanie technicznym. 
W 1935 roku nastąpił remont młyna, przebudowa na turbinę wodną, zakup nowych urządzeń młyńskich oraz elektryfikacja budynków. Z początkiem wieku XX majątek został rozparcelowany i znalazł się w rękach niemieckich. Młyn był użytkowany do lat 50. XX wieku, a w latach 80. urządzenia młyna zostały zdemontowane podczas generalnego remontu, który nie został jednak dokończony. W okresie powojennym młyn został upaństwowiony, a później użytkowany przez Fabrykę Samochodów Rolnych "Tarpan" w Antoninku. W tych czasach mieściła się tu stylowa kawiarnia i klub fabryczny. Od 1985 roku właścicielem było Gospodarstwo Rybackie Skarbu Państwa, a od 1991 roku gospodarstwo jest w zarządzaniu Agencji Własności Rolnej Skarbu Państwa z Poznania.

## Architektura
Obiekt jest chroniony pod względem konserwatorskim wpisem do rejestru zabytków 1997/A z 1985 r. Młyn jest dwukondygnacyjny. Charakteryzuje się dwuspadowym dachem o niewielkim stopniu nachylenia połaci. Elewacja frontowa budynku skierowana jest w stronę rzeki i stawów.